# Toyokawa
Toyokawa (jap. 豊川市 Toyokawa-shi) – miasto w Japonii, w prefekturze Aichi, na wyspie Honsiu.

## Położenie
Miasto położone w południowo-wschodniej części prefektury nad zatoką Mikawa. Miasto graniczy z:
- Toyohashi,
- Okazaki,
- Shinshiro,
- Gamagōri.

## Gospodarka
W mieście rozwinął się przemysł precyzyjny, maszynowy, środków transportu, drzewny oraz zabawkarski.

## Historia
- 1 października 1889 roku – wioska Toyokawa z powiatu Hoi połączyła się z kilkoma sąsiednimi wioskami[2].
- 13 marca 1893 roku – Toyokawa zdobyła status miasteczka („chō”)[2].
- 10 maja 1906 – teren miejscowości powiększył się o wioski Asouda (jap. 麻生田村) i Mutsumi (jap. 睦美村) (z powiatu Hoi)[2].
- 1 lipca 1943 roku – Toyokawa powiększyła się o teren miejscowości Ushikubo (jap. 牛久保町), Kō (jap. 牛久保町) i wioski Yawata (jap. 八幡村) (z powiatu Hoi) zdobywając status miasta[2].

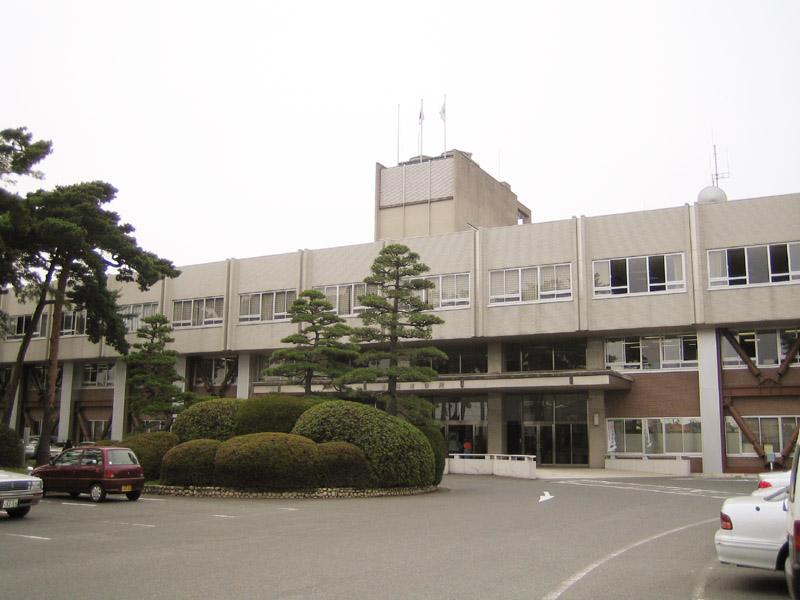
Urząd Miasta Toyokawa

## Populacja
Zmiany w populacji Toyokawy w latach 1970–2015:
| Rok  | Populacja |
| ---- | --------- |
| 1970 | 130 997   |
| 1975 | 148 128   |
| 1980 | 157 084   |
| 1985 | 162 922   |
| 1990 | 168 796   |
| 1995 | 172 509   |
| 2000 | 176 698   |
| 2005 | 181 444   |
| 2010 | 181 928   |
| 2015 | 182 436   |

## Miasta partnerskie
- Stany Zjednoczone: Cupertino